# (184620) Pippobattaglia
(184620) Pippobattaglia est un astéroïde de la ceinture principale.

## Description
(184620) Pippobattaglia est un astéroïde de la ceinture principale. Il fut découvert le 10 septembre 2005 à Vallemare Borbona par Vincenzo Silvano Casulli. Il présente une orbite caractérisée par un demi-grand axe de 2,96 UA, une excentricité de 0,07 et une inclinaison de 11,3° par rapport à l'écliptique.

## Compléments